# Attentats de Hyde Park et Regent's Park
Les attentats de Hyde Park et Regent's Park se sont déroulés le 20 juillet 1982 à Londres. Des cérémonies militaires de l'armée britannique à Hyde Park et Regent's Park sont la cible de deux bombes qui tuent onze personnes et en blessent une cinquantaine. Ils sont revendiqués par l'Armée républicaine irlandaise provisoire.

## Les attentats

### Hyde Park
À 10 h 40, une bombe à clous déposée dans le coffre d'une Morris Marina bleue garée dans South Carriage Drive explose au moment où passent des cavaliers de la Household Cavalry. Ces derniers se rendaient de leur caserne de Knightsbridge à la place de Horse Guards Parade, dans le cadre de leur relève quotidienne. Trois soldats sont tués sur le coup et un quatrième meurt de ses blessures trois jours plus tard. Les autres soldats sont grièvement blessés, de même que plusieurs civils.
Les victimes sont les suivantes :
- Roy Bright, caporal-major des Blues and Royals ;
- Anthony Daly, lieutenant des Blues and Royals ;
- Simon Tipper, troupier (Trooper) des Blues and Royals ;
- Jeffrey Vernon Young, lance-caporal (Lance Corporal) des Blues and Royals.

Sept chevaux des Blues and Royals sont tués ou doivent être euthanasiés à la suite de leurs blessures. Un huitième, Sefton, survit à ses blessures et reçoit par la suite le titre de « Cheval de l'année (en) ».

### Regent's Park
Vers 12 h 55, une bombe déposée sous un kiosque à musique de Regent's Park explose à son tour, alors que des musiciens des Royal Green Jackets sont en train d'interpréter des extraits de la comédie musicale Oliver! devant un public de 120 spectateurs environ. Six musiciens sont tués sur le coup et un septième meurt de ses blessures le 1er août. Les autres sont blessés, ainsi que plusieurs civils, mais le public sort relativement indemne de l'attentat dans la mesure où la bombe, contrairement à celle de Hyde Park, ne contenait pas de clous.
Les victimes sont les suivantes :
- Graham Barker, Warrant Officer du 1er bataillon des Royal Green Jackets ;
- John Heritage, Bandsman du 1er bataillon des Royal Green Jackets ;
- Robert Livingstone, caporal du 1er bataillon des Royal Green Jackets ;
- Robert McKnight, caporal du 1er bataillon des Royal Green Jackets ;
- George Mesure, Bandsman du 1er bataillon des Royal Green Jackets ;
- Keith Powell, Bandsman du 1er bataillon des Royal Green Jackets ;
- Laurence Smith, Bandsman du 1er bataillon des Royal Green Jackets.

- Stèles commémoratives des attentats du 20 juillet 1982

"Stèles
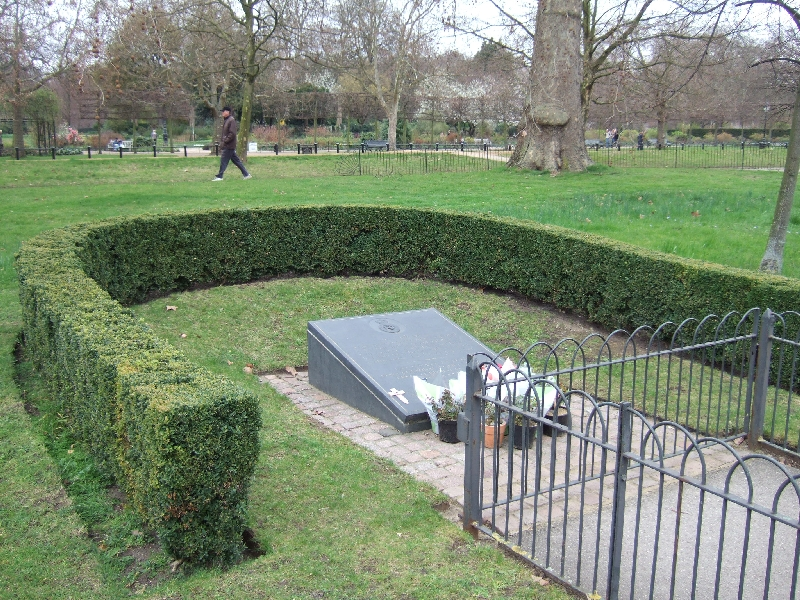
Stèle à Hyde Park.
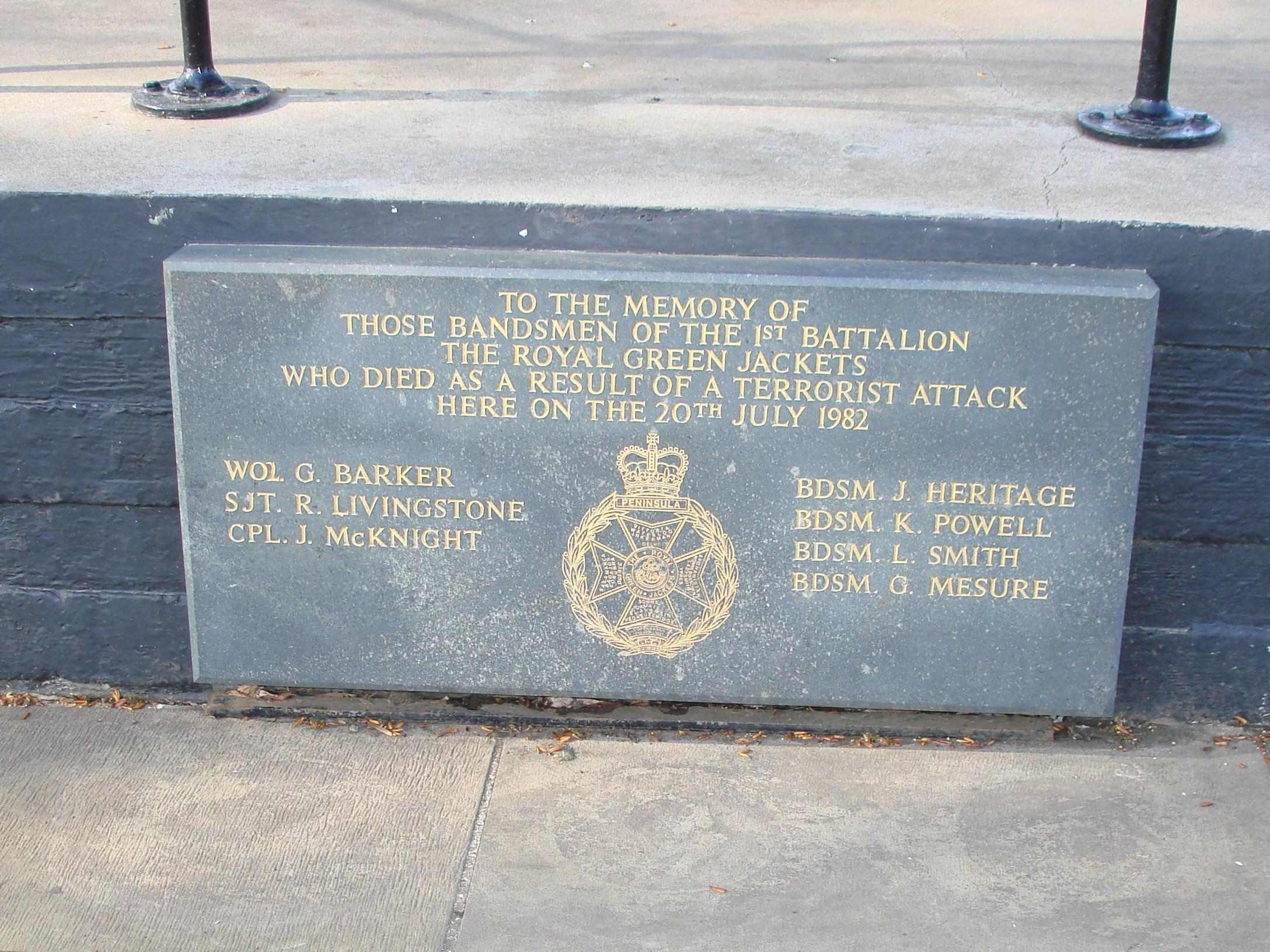
Stèle à Regent's Park.

## Condamnations
Bien qu'il clame son innocence, l'ingénieur électronicien Danny McNamee (en) est condamné à 25 ans de prison en 1987 pour son rôle dans les attentats, ses empreintes digitales ayant été retrouvées sur des circuits électroniques dans une cache d'armes liée aux attentats. Emprisonné à Maze, il est libéré en 1998, dans le cadre de l'accord du Vendredi saint. Sa condamnation est peu après annulée par la Cour d'appel, qui estime qu'elle ne reposait pas sur des preuves suffisamment solides.
Un second procès devait avoir lieu en 2014 pour déterminer la culpabilité de John Anthony Downey, mais ce dernier est libéré après avoir produit une lettre du Service de police d'Irlande du Nord lui assurant l'immunité légale.